# Saint-Thurien (Eure)
Saint-Thurien era una comuna francesa que estaba situada en el departamento de Eure, de la región de Normandía que el 1 de enero de 2019 pasó a formar parte de la comuna nueva de Le Perrey como comuna delegada.

## Historia
En 1215, el feudo fue otorgado a Guillaume du Fay por el rey Felipe Augusto, como recompensa por su valentía en el combate durante la batalla de Bouvines.

## Demografía
| Gráfica de evolución demográfica de Saint-Thurien entre 1800 y 2016 |
|                                                                     |

Los datos demográficos contemplados en este gráfico de la comuna de Saint-Thurien se han cogido de 1800 a 1999 de la página francesa EHESS/Cassini, y los demás datos de la página del INSEE.

## Lugares de interés
- Parque natural regional de los Bucles del Sena normando.
- Castillo edificado en el siglo XIX.